# J-Hope
J-Hope (제이홉?, JeihopLR, CheihopMR), pseudonimo di Jung Ho-seok (정호석?, 鄭號錫?, Jeong Ho-seokLR; Gwangju, 18 febbraio 1994), è un rapper, compositore e produttore discografico sudcoreano.
Dal 2013 è membro del gruppo musicale BTS e ha partecipato alla composizione di diverse canzoni della band. Nel 2018 ha pubblicato il mixtape Hope World, esordendo come solista con il suo primo album in studio Jack in the Box nel 2022.

Firma di J-Hope

## Biografia

### Infanzia e primi anni
Jung Ho-seok è nato il 18 febbraio 1994 a Ilgok-dong, nel distretto di Buk a Gwangju, dove ha vissuto insieme ai genitori (il padre è professore di letteratura presso il liceo locale) e alla sorella maggiore di quattro anni, Jung Ji-woo, in seguito influencer e YouTuber. La sua famiglia appartiene al bongwan dei Jeong di Hadong. Ha frequentato le scuole primarie, medie e superiori nella sua città natale. In terza elementare si è interessato al ballo grazie alle attività organizzate dalla sua scuola, e un anno dopo ha iniziato a prendere lezioni di danza alla Gwangju Dance Academy, che ha frequentato per sei anni, fino alla prima superiore. Ha fatto parte di diverse crew di ballo una volta entrato alle medie, e durante il secondo anno si è unito alla crew underground Neuron, partecipando a esibizioni e competizioni di street dance con lo pseudonimo Smile Hoya. È diventato relativamente ben conosciuto per le sue capacità di ballerino, vincendo vari premi locali e classificandosi primo in una competizione nazionale nel 2008. Successivamente si è interessato anche al canto e al rap, e nel 2010 si è presentato alle audizioni per diventare un aspirante idol, venendo notato dall'AD della Big Hit Entertainment Bang Si-hyuk. È entrato nell'agenzia e si è trasferito da Gwangju a Seul il 24 dicembre, diventando il terzo componente del gruppo che la Big Hit stava per lanciare, quello dei BTS, dopo RM e Suga. Nel 2012 ha collaborato come rapper al brano Animal di Jo Kwon.

### 2013-2021: debutto
Il 13 giugno 2013 ha debuttato come membro dei BTS eseguendo la traccia No More Dream dal loro single album di debutto 2 Cool 4 Skool a M Countdown. Dal quel momento è stato coinvolto nel processo creativo di ogni disco del gruppo, nel quale usa lo pseudonimo di J-Hope, che deriva dal desiderio di simboleggiare la speranza dei suoi fan e dei BTS, e che rappresenta anche un riferimento alla scatola del mito di Pandora.
Il 1º marzo 2018 ha pubblicato il suo primo mixtape da solista, Hope World, insieme al video musicale dell'apripista Daydream; il successivo 6 marzo è stato caricato invece il video musicale del lato B Airplane. Il mixtape è salito fino alla posizione 38 della Billboard 200, rendendolo il solista coreano meglio classificato fino a quel momento. Daydream è stata prima nella World Digital Songs Chart, facendo di J-Hope uno dei dieci artisti coreani (tra cui il suo gruppo) ad aver mai raggiunto la vetta della classifica. Il successo del suo debutto solista lo ha fatto piazzare terzo nella Emerging Artists Chart e novantunesimo nella Artist 100 Chart riferita alla settimana del 17 marzo.
Nell'ottobre 2018, gli è stato riconosciuto l'Ordine al merito culturale di quinta classe dal Presidente della Corea del Sud insieme agli altri membri dei BTS per aver contribuito alla diffusione della cultura coreana nel mondo. Dopo essersi laureato in Telecomunicazioni e Intrattenimento alla Global Cyber University, nel marzo 2019 ha iniziato a frequentare la scuola di specializzazione della Hanyang Cyber University per un MBA in Media pubblicitari.
Il 27 settembre 2019 ha pubblicato il singolo Chicken Noodle Soup in collaborazione con la cantante Becky G, diventando il primo membro dei BTS a entrare nella Billboard Hot 100 da solista, con un debutto in 81ª posizione. Nel gennaio 2020 è entrato come membro a pieno titolo nella Korea Music Copyright Association. A novembre, ha firmato alcune tracce contenute in Be, oltre ad aver coordinato la produzione del disco. A luglio 2021 è stato nominato inviato presidenziale speciale per le generazioni future e la cultura dal presidente sudcoreano Moon Jae-in insieme agli altri membri dei BTS, e dotato di passaporto diplomatico per partecipare all'assemblea generale delle Nazioni Unite il 20 settembre.

### 2022-oggi:Jack in the Boxe carriera solista
Il 1º luglio 2022 ha pubblicato il singolo More tratto dal suo primo album solista Jack in the Box, in uscita il 15 luglio. Il 31 dello stesso mese è stato ospite principale dell'ultima serata del festival Lollapalooza a Chicago, dove ha tenuto la prima esibizione solistica della sua carriera. A febbraio 2023 è diventato brand ambassador della casa di moda Louis Vuitton, mentre il 3 marzo ha pubblicato insieme a J. Cole il singolo On the Street. Una versione solista di quest'ultimo è stata poi inclusa in Hope on the Street Vol. 1, colonna sonora dell'omonimo documentario uscita mentre l'artista stava svolgendo la leva militare. Una volta congedato, J-Hope ha trascorso un periodo negli Stati Uniti per vedere come dei produttori locali avrebbero interpretato il suo sound: da questa collaborazione sono nati i singoli Sweet Dreams (feat. Miguel), Mona Lisa e Killin' It Girl (feat. GloRilla), pubblicati in rapida successione nel corso del primo semestre 2025 e successivamente raccolti nel single album Charm of Hope. Contemporaneamente è partito per il suo primo tour mondiale Hope on the Stage, che è iniziato il 28 febbraio 2025 e ha toccato 15 città in Asia e America. Il tour l'ha anche reso il primo solista asiatico ad esibirsi in uno stadio statunitense, il BMO Stadium di Los Angeles. Il 14 luglio si è esibito come headliner al Lollapalooza all'Olympiastadion di Berlino.

## Vita privata
Nel settembre 2020 è diventato azionista della Hybe, con 68.385 quote a suo nome.
Grazie a una nuova legge promulgata nel 2020 dalla Corea del Sud per gli artisti che hanno contribuito allo sviluppo culturale del Paese, ha potuto posticipare il servizio militare fino al suo 30º compleanno, quando normalmente i maschi sudcoreani devono svolgerlo entro i 28 anni. Il 26 febbraio 2023 ha richiesto l'annullamento del rinvio e avviato le pratiche per svolgere la leva, che ha cominciato il 18 aprile successivo in un campo di addestramento dell'esercito a Wonju. Dopo cinque settimane di addestramento base, è stato nominato assistente istruttore delle reclute della 36ª divisione di fanteria. È stato congedato il 17 ottobre 2024.

## Stile musicale

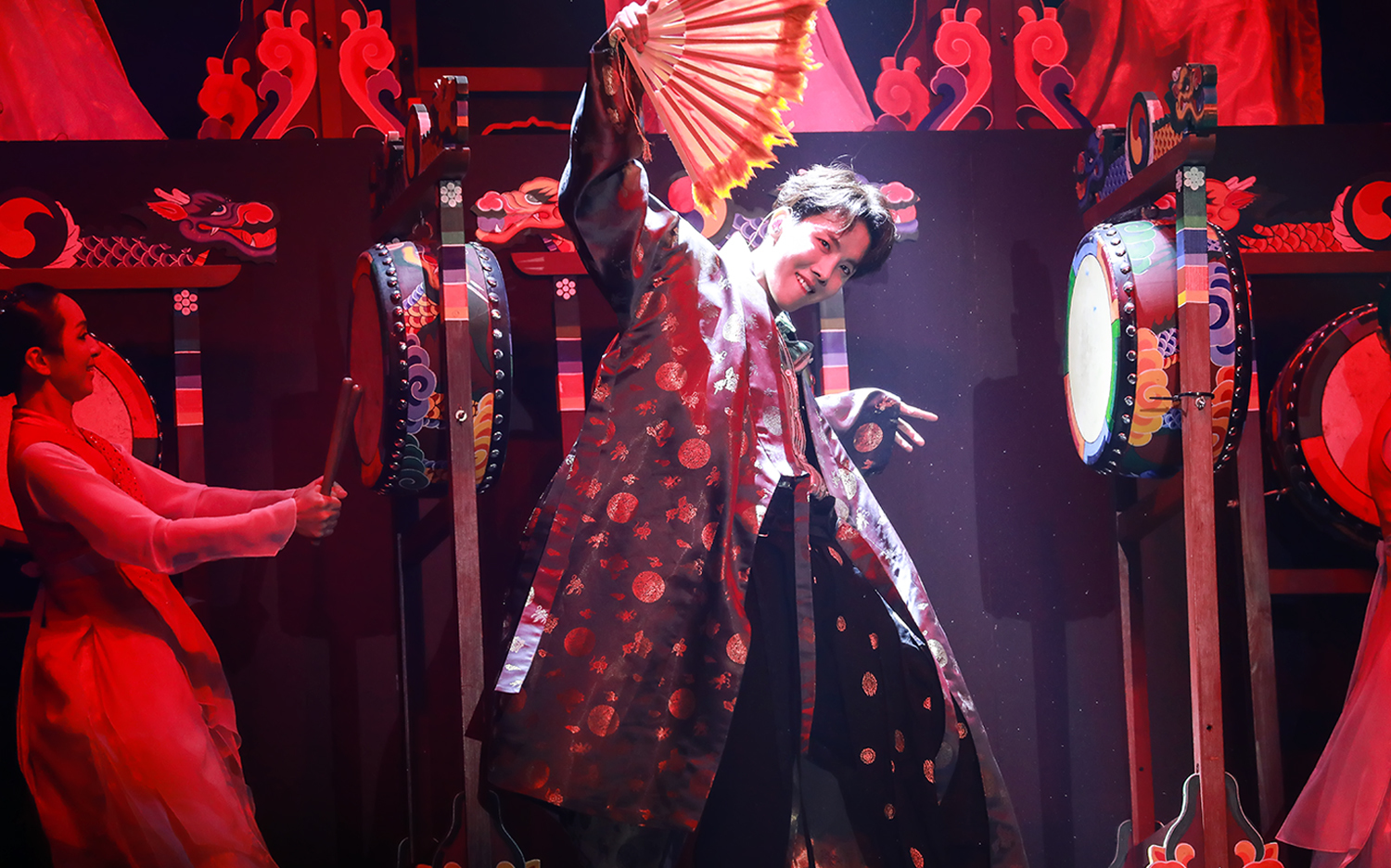
J-Hope durante un'esibizione ai Melon Music Award, 1º dicembre 2018.

J-Hope ha definito l'old school hip hop la sua "base fondamentale", ed è cresciuto ascoltando boom bap e new jack swing, oltre a ballare il locking sulla musica funk e le canzoni di James Brown e Wu-Tang Clan. Ha iniziato a rappare nel 2010 dopo essere entrato alla Big Hit, affermando di aver "assorbito naturalmente [il rap] durante la vita quotidiana" sotto l'influenza di RM e Suga. Ha citato i due rapper e il produttore Supreme Boi come ragioni per cui ama la musica e per cui ha sviluppato interesse verso la produzione musicale. Il suo flow e i suoi schemi di rime emulano lo scratch dei vinili nel turntablism.
Cita ASAP Rocky come modello di ruolo e influenza sia sulla sua musica che sul suo modo di vestire, oltre ai Kris Kross, a J. Cole e agli altri membri dei BTS. Per Hope World ha tratto ispirazione dalla natura avventurosa di Ventimila leghe sotto i mari di Jules Verne e dalle opere di Kyle, Aminé e Joey Badass. Anche l'idea di pace ha fornito la base di molti suoi testi, e ha dichiarato che "sarebbe fantastico diventare parte della pace personale di qualcuno tramite la mia musica" in un'intervista con il Time. L'idea di "rappresentare la generazione moderna" ha influito sulle sue composizioni per i BTS.
È stato descritto dalla stampa come in grado di dare un tono energico e allegro alle sue composizioni ed esibizioni, creando musica "brillante e speranzosa". Ana Clara Ribeiro di Rolling Stone Korea ha scritto che il suo flow "unico ed energico [...] funziona come una cornice splendente per i suoi testi, che sono pieni di tutti i tipi di colori, anche alcuni dei più scuri".
È considerato il ballerino migliore dei BTS, noto per i movimenti flessibili e il carisma trasmesso quando balla, esemplificati nella sequenza d'apertura di Mic Drop.

## Filantropia
J-Hope appartiene al Green Noble Club, che riconosce i donatori più generosi del Child Fund Korea, dal 2018. Il 18 febbraio 2019 ha donato 100 milioni di won al Child Fund Korea a sostegno degli studenti della scuola superiore da lui frequentata a Gwangju; nel dicembre precedente aveva donato 150 milioni alla stessa fondazione, richiedendo che per il momento la notizia non fosse divulgata. Ha ripetuto una donazione da 100 milioni nel dicembre 2019. Il denaro ricevuto dalla scuola è stato usato per istituire una borsa di studio quinquennale a suo nome che premia i dieci migliori studenti dell'anno con 500mila won ciascuno.
Il 18 agosto 2020 e il 31 dicembre 2021 ha donato 100 milioni di won per i bambini che stavano avendo difficoltà finanziarie a causa della pandemia di COVID-19, mentre in occasione del suo ventisettesimo compleanno, nel 2021, ha devoluto 150 milioni di won per i giovani in difficoltà economiche con problemi di vista e udito. Per il 5 maggio 2021, giornata dei bambini in Corea del Sud, ha donato 100 milioni di won a favore degli infanti tanzaniani.
Il 18 agosto 2022 è entrato a far parte dell'Honors Club dell'Hope Bridge Korea Disaster Relief Association devolvendo 100 milioni di won per far fronte ai danni causati dalle forti piogge appena cadute nella Corea centrale. Nel 2023 ha destinato 5 milioni di won al distretto di Buk di Gwangju, dov'è nato e cresciuto, attraverso la campagna Hometown Love, e 100 milioni di won al comitato sudcoreano dell'UNICEF per il terremoto in Turchia e Siria.
Il 30 giugno 2023 ha ricevuto il premio Best Star ai Korea Children's Award organizzati dalla Green Umbrella Childern's Foundation per il supporto fornito ai diritti dei bambini.
Il 2 gennaio 2025 ha donato 100 milioni di won attraverso la Hope Bridge Korea Disaster Relief Association per le famiglie colpite dallo schianto del volo Jeju Air 2216. Ha effettuato un'elargizione di pari importo attraverso la medesima fondazione a marzo per le vittime degli incendi boschivi nelle province del Gyeongsang.

## Discografia

### Da solista

#### Album in studio
- 2022 – Jack in the Box

#### EP
- 2024 – Hope on the Street Vol. 1

#### Mixtape
- 2018 – Hope World

#### Singoli
- 2019 – Chicken Noodle Soup (feat. Becky G)
- 2021 – Blue Side
- 2022 – More
- 2022 – Arson
- 2023 – On the Street (con J. Cole)
- 2024 – Neuron
- 2025 – Sweet Dreams (feat. Miguel)
- 2025 – Mona Lisa
- 2025 – Killin' It Girl (feat. GloRilla)

#### Collaborazioni
- 2022 – Rush Hour (Crush feat. J-Hope)
- 2025 – LV Bag (Don Toliver e Speedy feat. J-Hope e Pharrell Williams)

### Con i BTS

#### Album in studio
- 2014 – Dark & Wild
- 2014 – Wake Up
- 2016 – Youth
- 2016 – Wings
- 2018 – Face Yourself
- 2018 – Love Yourself: Tear
- 2020 – Map of the Soul: 7
- 2020 – Map of the Soul: 7 - The Journey
- 2020 – Be

#### Raccolte
- 2014 – 2 Cool 4 Skool/O!RUL8,2?
- 2016 – The Most Beautiful Moment in Life: Young Forever
- 2017 – The Best of BTS
- 2018 – Love Yourself: Answer
- 2021 – BTS, the Best
- 2022 – Proof

### Crediti come autore
Crediti tratti dalle note di copertina dei dischi e dal database della Korea Music Copyright Association, se non diversamente specificato.

#### Per i BTS
- 2013 – No More Dream (in 2 Cool 4 Skool)
- 2013 – Like (in 2 Cool 4 Skool)
- 2013 – We On (in O!RUL8,2?)
- 2013 – Coffee (in O!RUL8,2?)
- 2013 – BTS Cypher Pt. 1 (in O!RUL8,2?)
- 2013 – Attack on Bangtan (in O!RUL8,2?)
- 2013 – Satoori Rap (in O!RUL8,2?)
- 2014 – Intro: Skool Luv Affair (in Skool Luv Affair)
- 2014 – Where Did You Come From (in Skool Luv Affair)
- 2014 – Just One Day (in Skool Luv Affair)
- 2014 – Tomorrow (in Skool Luv Affair)
- 2014 – BTS Cypher Pt. 2: Triptych (in Skool Luv Affair)
- 2014 – Jump (in Skool Luv Affair)
- 2014 – Miss Right (in Skool Luv Affair: Special Addition)
- 2014 – Like (Slow Jam Remix) (in Skool Luv Affair: Special Addition)
- 2014 – Danger (in Dark & Wild)
- 2014 – War of Hormone (in Dark & Wild)
- 2014 – Hip Hop Lover (in Dark & Wild)
- 2014 – Let Me Know (in Dark & Wild)
- 2014 – Rain (in Dark & Wild)
- 2014 – BTS Cypher Pt. 3: Killer (in Dark & Wild)
- 2014 – Can You Turn Off Your Phone (in Dark & Wild)
- 2014 – Blanket Kick (in Dark & Wild)
- 2014 – 24/7=Heaven (in Dark & Wild)
- 2014 – Look Here (in Dark & Wild)
- 2014 – 2nd Grade (in Dark & Wild)
- 2014 – The Stars (in Wake Up)
- 2014 – Jump (Japanese Version) (in Wake Up)
- 2014 – Danger (Japanese Version) (in Wake Up)
- 2014 – Just One Day (Japanese Version Extended) (in Wake Up)
- 2014 – Iine! (in Wake Up)
- 2014 – Iine! Pt. 2 ~Ano bashode~ (in Wake Up)
- 2014 – No More Dream (Japanese Version) (in Wake Up)
- 2014 – Attack on Bangtan (Japanese Version) (in Wake Up)
- 2014 – Wake Up (in Wake Up)
- 2015 – I Need U (in The Most Beautiful Moment in Life, Pt. 1)
- 2015 – Hold Me Tight (in The Most Beautiful Moment in Life, Pt. 1)
- 2015 – Dope (in The Most Beautiful Moment in Life, Pt. 1)
- 2015 – Boyz with Fun (in The Most Beautiful Moment in Life, Pt. 1)
- 2015 – Converse High (in The Most Beautiful Moment in Life, Pt. 1)
- 2015 – Moving On (in The Most Beautiful Moment in Life, Pt. 1)
- 2015 – Run (in The Most Beautiful Moment in Life, Pt. 2)
- 2015 – Butterfly (in The Most Beautiful Moment in Life, Pt. 2)
- 2015 – Whalien 52 (in The Most Beautiful Moment in Life, Pt. 2)
- 2015 – Ma City (in The Most Beautiful Moment in Life, Pt. 2)
- 2015 – Dead Leaves (in The Most Beautiful Moment in Life, Pt. 2)
- 2016 – Save Me (in The Most Beautiful Moment in Life: Young Forever)
- 2016 – Epilogue: Young Forever (in The Most Beautiful Moment in Life: Young Forever)
- 2016 – Run (Alternative Mix) (in The Most Beautiful Moment in Life: Young Forever)
- 2016 – Butterfly (Alternative Mix) (in The Most Beautiful Moment in Life: Young Forever)
- 2016 – Introduction: Youth (in Youth)
- 2016 – Run (Japanese Version) (in Youth)
- 2016 – Dope (Japanese Version) (in Youth)
- 2016 – Good Day (Japanese Version) (in Youth)
- 2016 – Save Me (Japanese Version) (in Youth)
- 2016 – Boyz with Fun (Japanese Version) (in Youth)
- 2016 – Wishing on a Star (in Youth)
- 2016 – Butterfly (Japanese Version) (in Youth)
- 2016 – For You (in Youth)
- 2016 – I Need U (Japanese Version) (in Youth)
- 2016 – Epilogue: Young Forever (Japanese Version) (in Youth)
- 2016 – Intro: Boy Meets Evil (in Wings)
- 2016 – Blood Sweat & Tears (in Wings)
- 2016 – Mama (in Wings)
- 2016 – Awake (in Wings)
- 2016 – BTS Cypher Pt. 4 (in Wings)
- 2016 – Two! Three! (Still Wishing There Will Be Better Days) (in Wings)
- 2016 – Interlude: Wings (in Wings)
- 2017 – Outro: Wings (in You Never Walk Alone)
- 2017 – A Supplementary Story: You Never Walk Alone (in You Never Walk Alone)
- 2017 – Come Back Home[77]
- 2017 – Best of Me (in Love Yourself: Her)
- 2017 – Pied Piper (in Love Yourself: Her)
- 2017 – Mic Drop (in Love Yourself: Her)
- 2017 – Outro: Her (in Love Yourself: Her)
- 2017 – Sea (in Love Yourself: Her)
- 2017 – Mic Drop (Steve Aoki Remix)[78]
- 2018 – Intro: Ringwanderung (in Face Yourself)
- 2018 – Best of Me (Japanese Version) (in Face Yourself)
- 2018 – Blood Sweat & Tears (Japanese Version) (in Face Yourself)
- 2018 – Mic Drop (Japanese Version) (in Face Yourself)
- 2018 – 134340 (in Love Yourself: Tear)
- 2018 – Paradise (in Love Yourself: Tear)
- 2018 – Love Maze (in Love Yourself: Tear)
- 2018 – Magic Shop (in Love Yourself: Tear)
- 2018 – Airplane Pt. 2 (in Love Yourself: Tear)
- 2018 – So What (in Love Yourself: Tear)
- 2018 – Outro: Tear (in Love Yourself: Tear)
- 2018 – Trivia: Just Dance (in Love Yourself: Answer)
- 2018 – I'm Fine (in Love Yourself: Answer)
- 2018 – Answer: Love Myself (in Love Yourself: Answer)
- 2018 – Mic Drop (Steve Aoki Remix) (Full Length Edition) (in Love Yourself: Answer)
- 2019 – Boy with Luv (in Map of the Soul: Persona)
- 2019 – Mikrokosmos (in Map of the Soul: Persona)
- 2019 – Make It Right (in Map of the Soul: Persona)
- 2019 – Home (in Map of the Soul: Persona)
- 2019 – Home (in Map of the Soul: Persona)
- 2019 – Jamais Vu (in Map of the Soul: Persona)
- 2019 – Dionysus (in Map of the Soul: Persona)
- 2019 – A Brand New Day (in BTS World)
- 2020 – Louder than Bombs (in Map of the Soul: 7)
- 2020 – On (in Map of the Soul: 7)
- 2020 – Ugh! (in Map of the Soul: 7)
- 2020 – We Are Bulletproof: The Eternal (in Map of the Soul: 7)
- 2020 – Outro: Ego (in Map of the Soul: 7)
- 2020 – Savage Love (Laxed - Siren Beat) (BTS Remix)
- 2020 – In the Soop (per la colonna sonora di BTS In the Soop)
- 2020 – Life Goes On dei BTS (in Be)
- 2020 – Fly to My Room dei BTS (in Be)
- 2020 – Blue & Grey dei BTS (in Be)
- 2020 – Skit dei BTS (in Be)
- 2020 – Dis-ease dei BTS (in Be)
- 2021 – My Universe (con i Coldplay, in Music of the Spheres)
- 2022 – Born Singer (in Proof)
- 2022 – Yet to Come (The Most Beautiful Moment) (in Proof)
- 2022 – Run BTS (in Proof)
- 2022 – For Youth (in Proof)
- 2022 – Quotation Mark (in Proof)
- 2023 – Take Two

#### Per se stesso
- 2015 – 1 Verse[79]
- 2016 – Otsukare (con Suga)[80]
- 2018 – Hope World (in Hope World)
- 2018 – P.O.P (Piece of Peace) Pt. 1 (in Hope World)
- 2018 – Daydream (in Hope World)
- 2018 – Base Line (in Hope World)
- 2018 – Hangsang (in Hope World)
- 2018 – Airplane (in Hope World)
- 2018 – Blue Side (in Hope World)
- 2018 – Ddaeng (con RM e Suga)[81]
- 2019 – Chicken Noodle Soup (feat. Becky G)
- 2022 – More (in Jack in the Box)
- 2022 – Pandora's Box (in Jack in the Box)
- 2022 – Stop (in Jack in the Box)
- 2022 – = (Equal Sign) (in Jack in the Box)
- 2022 – What If... (in Jack in the Box)
- 2022 – Safety Zone (in Jack in the Box)
- 2022 – Future (in Jack in the Box)
- 2022 – Arson (in Jack in the Box)
- 2023 – On the Street
- 2024 – I Wonder... (in Hope on the Street Vol. 1)
- 2024 – Lock / Unlock (in Hope on the Street Vol. 1)
- 2024 – I Don't Know (in Hope on the Street Vol. 1)
- 2024 – What If... (in Hope on the Street Vol. 1)
- 2024 – Neuron (in Hope on the Street Vol. 1)

#### Per altri artisti
- 2012 – Animal di Jo Kwon feat. Jung Ho-seok (in I'm Da One)
- 2023 – Huh?! di Agust D feat. J-Hope (in D-Day)

## Videografia
- 2018 – Daydream
- 2018 – Airplane
- 2019 – Chicken Noodle Soup
- 2022 – More
- 2022 – Arson
- 2023 – On the Street
- 2024 – Neuron
- 2025 – Sweet Dreams (feat. Miguel)
- 2025 – Mona Lisa
- 2025 – Killin' it Girl (feat GloRilla)

## Filmografia
- Inkigayo – programma televisivo, una puntata (2016)[82] – presentatore
- Show! Eum-ak jungsim – programma televisivo, una puntata (2016)[83] – presentatore
- M Countdown – programma televisivo, 2 puntate (2017)[84][85] – presentatore
- Under Nineteen – reality, episodio 10 (2019)[86]
- J-Hope in the Box, regia di Park Jun-soo (2023)
- Hope on the Street – documentario, 6 puntate (2024)

## Tournée
- 2025 – Hope on the Stage World Tour

## Riconoscimenti
- Asian Pop Music Award[88]
  - 2022 – Candidatura Miglior solista uomo straniero
  - 2022 – Candidatura Miglior collaborazione straniera per Rush Hour (con Crush)
  - 2022 – Candidatura Miglior video musicale straniero per Arson
- Circle Chart Music Award[89]
  - 2023 – Candidatura Canzone dell'anno (luglio) per More
  - 2023 – Candidatura Canzone dell'anno (luglio) per Arson
  - 2023 – Candidatura Canzone dell'anno (settembre) per Rush Hour (con Crush)
- Golden Disc Award
  - 2023 – Premio Sostegno dei fan thailandesi con Baoji[90]
  - 2023 – Candidatura Bonsang (divisione album) per Jack in the Box[91]
  - 2023 – Candidatura Artista più popolare[92]
- Grammy Award
  - 2023 – Candidatura Grammy Award all'album dell'anno per Music of the Spheres dei Coldplay (come autore)[93]
- Hanteo Music Award
  - 2024 – Candidatura Artista dell'anno[94]
- iHeartRadio Music Awards[95]
  - 2024 – Preferito sullo schermo per J-Hope in the Box
- Korea Broadcasting Award
  - 2025 – Miglior cantante[96]
- Korean Hip-Hop Award
  - 2023 – Traccia R&B dell'anno per Rush Hour (con Crush)[97]
- MAMA Award
  - 2022 – Cantante uomo più popolare[98]
  - 2022 – Premio cultura & stile[98]
  - 2022 – Candidatura Miglior artista maschile[99]
  - 2022 – Candidatura Miglior collaborazione per Rush Hour (con Crush)[99]
  - 2022 – Candidatura Miglior hip-hop & urban per More[99]
  - 2022 – Candidatura Canzone dell'anno per Rush Hour (con Crush)[99]
  - 2022 – Candidatura Canzone dell'anno per More[99]
  - 2022 – Candidatura Artista dell'anno[99]
  - 2023 – Candidatura Canzone dell'anno per On the Street (con J. Cole)[100]
  - 2023 – Candidatura Miglior esibizione rap & hip hop per On the Street (con J. Cole)[100]
- Seoul Music Award
  - 2023 – Candidatura Bonsang per Jack in the Box[101]
  - 2023 – Candidatura Premio popolarità[101]
  - 2023 – Candidatura Premio popolarità Kwave[102]
  - 2023 – Candidatura Scelta dei fan dell'anno (aprile)[103]